# Électorat de Wurtemberg
1803–1806
Entités précédentes :
- Duché de Wurtemberg

Entités suivantes :
- Royaume de Wurtemberg

L'électorat de Wurtemberg ou principauté-électorale de Wurtemberg (en allemand : Kurfürstentum Württemberg) était un territoire du Saint-Empire romain germanique.

## Histoire
L'électorat est créé par le recès de la diète perpétuelle d'Empire du 25 février 1803 qui élève le duc de Wurtemberg, Frédéric II, au rang de prince-électeur.
Un traité signé à Brünn (Brno), le 11 décembre 1805, érige l'électorat en royaume. Le 1er janvier 1806, Frédéric II prend le titre de roi.

## Composition
Le recès de 1803 attribua à l'électeur cinq voix viriles au collège des princes :
- une voix pour le duché de Wurtemberg ;
- trois nouvelles voix :
  - deux pour Teck et Tübingen ;
  - une voix pour Zwiefalten
- la voix de la prévôté sécularisée d'Ellwangen.

L'électorat peut ainsi être considéré comme l'union personnelle de cinq états impériaux immédiats.

## Territoire
Par le traité signé à Paris, le 20 mai 1802, le duc de Wurtemberg renonce à ses possessions situées sur la rive gauche du Rhin : Montbéliard et Riquewihr.
En compensation, le recès de la diète d'Empire lui attribue les territoires suivants :
- la prévôté d'Ellwangen ;
- les chapitres, abbayes et couvents de Zwiefalten, Schöntal, Comburg, Rottenmünster, Heiligkreuztal, Oberstenfeld, Margrethausen et tous ceux situés dans ses nouvelles possessions ;
- le village de Dürrenmettstetten (aujourd'hui, un quartier de Sulz) ;
- les villes impériales de Weil, Reutlingen, Esslingen, Rottweil, Giengen, Aalen, Hall, Gmünd et Heilbronn.

Par le traité signé à Presbourg, le 26 décembre 1805 (5 nivôse an XIV), l'empereur cède à Frédéric II :
- les cinq villes dites du Danube, à savoir : Ehingen, Munderkingen, Riedlingen, Mengen et Saulgau ;
- le Haut- et Bas-comté de Hohenberg ;
- le landgraviat de Nellenbourg et la préfecture d'Altdorf, la ville de Constance exceptée ;
- la partie du Brisgau enclavée dans les possessions wurtembergeoises et située à l'est d'une ligne tirée du Schlegelberg à la Molbach ;
- les villes de Willingen et Brentingen.